# Foto Çami
Foto Çami, född den 4 oktober 1925 i Gjirokastra i Albanien, är en albansk politiker. Han var kommissarie för en partisanenhet och deltog i den albanska motståndsrörelsen som assisterande kommendör för en anfallsbrigad under andra världskriget. Han studerade filosofi vid Tiranas universitet och fick hederstiteln »professor«. 1971 blev han fullvärdig medlem i centralkommittén och 1986 fullvärdig medlem i politbyrån. Han var även ordförande för kommittén för utrikesfrågor 1983-1990 och sekreterare för centralkommittén 1985-1990. Efter kommunismens fall dömdes han till livstids fängelse för brott mot mänskligheten.